# Liste der Monuments historiques in Salmagne
Die Liste der Monuments historiques in Salmagne führt die Monuments historiques in der französischen Gemeinde Salmagne auf.

## Liste der Objekte
| Bezeichnung                | Beschreibung                           | Standort                       | Kennzeichnung | Schutzstatus | Datum | Bild |
| -------------------------- | -------------------------------------- | ------------------------------ | ------------- | ------------ | ----- | ---- |
| Ziborium                   | Silber, vergoldet, 1873                | in der Kirche St-Martin (Lage) | PM55002328    | Inscrit      | 1997  |      |
| Zwei Beichtstühle          | Eichenholz, 1790                       | in der Kirche St-Martin (Lage) | PM55002326    | Inscrit      | 1998  |      |
| Spritzenwagen              | 1904 gebaut                            | in der Mairie (Lage)           | PM55002615    | Inscrit      | 2005  |      |
| Skulptur Heiliger Nikolaus | Stein, farbig gefasst, 18. Jahrhundert | in der Kirche St-Martin (Lage) | PM55002327    | Inscrit      | 1979  |      |
| Kruzifix                   | Holz, farbig gefasst, 16. Jahrhundert  | in der Kirche St-Martin (Lage) | PM55002325    | Inscrit      | 1996  |      |